# Dövény
Dövény is een plaats (község) en gemeente in het Hongaarse comitaat Borsod-Abaúj-Zemplén. Dövény telt 286 inwoners (2001).